# Vladimir Petrovič Aleksejev
Vladimir Petrovič Aleksejev (rusko Владимир Петрович Алексеев), sovjetski general, * 1901, † 1958.